# Acacia megalantha
Acacia megalantha är en ärtväxtart som beskrevs av Ferdinand von Mueller. Acacia megalantha ingår i släktet akacior, och familjen ärtväxter. Inga underarter finns listade i Catalogue of Life.